# Lijst van bisschoppen in Frankrijk
Deze lijst van bisschoppen in Frankrijk bevat de namen van de levende katholieke bisschoppen van de  bisdommen van Franse, al dan niet actief of gepensioneerd, met de Franse nationaliteit of niet.  
De namen van de Franse kardinalen, ook van degenen die geen bisschoppen zijn, zijn vetgedrukt in de lijst.  
De genoemde emeritus geeft aan dat de paus officieel het ontslag van een bisschop heeft aanvaard, meestal nadat hij de door de canonieke wet opgelegde leeftijdsgrens van 75 jaar had kerkelijk recht, soms om andere redenen, zoals gezondheidsredenen. Hij is dus niet langer in functie en zijn positie als bisschop van dit bisdom wordt honorair.
Met uitzondering van vijf overzeese bisschoppen (Taiohae (of Tefenuaenata), Wallis en Futuna, Nouméa, Papeete en Saint-Denis de La Réunion) zijn de 101 andere bisschoppen in Frankrijk lid van de Franse Bisschoppenconferentie (het aartsbisdom van Parijs en het ordinariaat van Frankrijk, van de oosters-katholieken zijn allebei op in de N.-D. van Parijs).  

## Metropolitan France
| N  | Bisdom                                                      | Bisschop                    | Hulpbisschop                                    | Bisschop-emeritus                       |
| -- | ----------------------------------------------------------- | --------------------------- | ----------------------------------------------- | --------------------------------------- |
| 1  | Agen                                                        | Hubert Herbreteau           |                                                 |                                         |
| 2  | Aire et Dax                                                 | Nicolas Souchu              |                                                 | Hervé Gaschignard, Philippe Breton      |
| 3  | Aix-en-Provence et Arles                                    | Christophe Dufour           |                                                 | Claude Feidt                            |
| 4  | Ajaccio                                                     | Olivier de Germay           |                                                 |                                         |
| 5  | Albi, Castres et Lavaur                                     | Jean Legrez                 |                                                 |                                         |
| 6  | Amiens                                                      | Olivier Leborgne            |                                                 | Jacques Noyer                           |
| 7  | Angers                                                      | Emmanuel Delmas             |                                                 | Jean-Louis Bruguès Jean Orchampt        |
| 8  | Angoulême                                                   | Hervé Gosselin              |                                                 | Claude Dagens                           |
| 9  | Annecy                                                      | Yves Boivineau              |                                                 |                                         |
| 10 | Arras, Boulogne sur Mer et Saint Omer                       | Jean-Paul Jaeger            |                                                 |                                         |
| 11 | Auch, Condom Lectoure et Lombez                             | Maurice Gardès              |                                                 | Maurice Fréchard                        |
| 12 | Autun, Chalon et Mâcon                                      | Benoît Rivière              |                                                 | Raymond Séguy                           |
| 13 | Avignon                                                     | Jean-Pierre Cattenoz        |                                                 |                                         |
| 14 | Bayeux-Lisieux                                              | Jean-Claude Boulanger       |                                                 |                                         |
| 15 | Bayonne, Lescar et Oloron                                   | Marc Aillet                 |                                                 | Pierre Molères                          |
| 16 | Beauvais, Noyon et Senlis                                   | Jacques Benoit-Gonnin       |                                                 |                                         |
| 17 | Belfort-Montbéliard                                         | Dominique Blanchet          |                                                 | Claude Schockert                        |
| 18 | Belley-Ars                                                  | Pascal Roland               |                                                 | Guy Bagnard                             |
| 19 | Besançon                                                    | Jean-Luc Bouilleret         |                                                 |                                         |
| 20 | Blois                                                       | Jean-Pierre Batut           |                                                 | Maurice de Germiny                      |
| 21 | Bordeaux et Bazas                                           | Jean-Pierre Ricard          |                                                 | Bertrand Lacombe, Jean-Marie Le Vert    |
| 22 | Bourges                                                     | Jérôme Beau                 |                                                 | Armand Maillard, Hubert Barbier         |
| 23 | Cahors                                                      | Laurent Camiade             |                                                 |                                         |
| 24 | Cambrai                                                     | Vincent Dollmann            |                                                 |                                         |
| 25 | Carcassonne et Narbonne                                     | Alain Planet                |                                                 | Jacques Despierre                       |
| 26 | Châlons-en-Champagne                                        | François Touvet             |                                                 | Gilbert Louis                           |
| 27 | Chambéry, Maurienne et Tarentaise                           | Philippe Ballot             |                                                 |                                         |
| 28 | Chartres                                                    | Philippe Christory          |                                                 |                                         |
| 29 | Clermont                                                    | François Kalist             |                                                 | Hippolyte Simon                         |
| 30 | Coutances et Avranches                                      | Laurent Le Boulc'h          |                                                 |                                         |
| 31 | Créteil                                                     | Michel Santier              |                                                 | Daniel Labille                          |
| 32 | Digne-les-Bains Riez et Sisteron                            | Jean-Philippe Nault         |                                                 | François-Xavier Loizeau                 |
| 33 | Dijon                                                       | Roland Minnerath            |                                                 |                                         |
| 34 | Évreux                                                      | Christian Nourrichard       |                                                 |                                         |
| 35 | Évry-Corbeil-Essonnes                                       | Michel Pansard              |                                                 | Michel Dubost, Guy Herbulot             |
| 36 | Fréjus et Toulon                                            | Dominique Rey               |                                                 |                                         |
| 37 | Gap et Embrun                                               | Xavier Malle                |                                                 | Jean-Michel di Falco                    |
| 38 | Grenoble-Vienne                                             | Guy de Kerimel              |                                                 |                                         |
| 39 | Langres                                                     | Joseph de Metz-Noblat       |                                                 | Philippe Gueneley                       |
| 40 | La Rochelle et Saintes                                      | Georges Colomb              |                                                 | Bernard Housset                         |
| 41 | Laval                                                       | Thierry Scherrer            |                                                 |                                         |
| 42 | Le Havre                                                    | Jean-Luc Brunin             |                                                 | Michel Guyard                           |
| 43 | Le Mans                                                     | Yves Le Saux                |                                                 |                                         |
| 44 | Le Puy-en-Velay                                             | Luc Crepy                   |                                                 |                                         |
| 45 | Lille                                                       | Laurent Ulrich              | Antoine Hérouard                                | Gérard Defois, Gérard Coliche           |
| 46 | Limoges                                                     | Pierre-Antoine Bozo         |                                                 |                                         |
| 47 | Luçon                                                       | François Jacolin            |                                                 | Alain Castet                            |
| 48 | Lyon                                                        | Philippe Barbarin           | Patrick Le Gal Emmanuel Gobilliard              |                                         |
| 49 | Marseille                                                   | Georges Pontier             | Jean-Marc Aveline                               |                                         |
| 50 | Meaux                                                       | Jean-Yves Nahmias           |                                                 |                                         |
| 51 | Mende                                                       | Benoît Bertrand             | Paul Bertrand                                   |                                         |
| 52 | Metz                                                        | Jean-Christophe Lagleize    | Jean-Pierre Vuillemin                           | Pierre Raffin                           |
| 53 | Montauban                                                   | Bernard Ginoux              |                                                 | Jacques de Saint-Blanquat               |
| 54 | Montpellier, Lodève Béziers Agde et Saint Pons de Thomières | Pierre-Marie Carré          | Alain Guellec                                   | Guy Thomazeau, Claude Azéma             |
| 55 | Moulins                                                     | Laurent Percerou            |                                                 |                                         |
| 56 | Nancy-Toul                                                  | Jean-Louis Papin            |                                                 |                                         |
| 57 | Nanterre                                                    | Matthieu Rougé              |                                                 | Gérard Daucourt François Favreau        |
| 58 | Nantes                                                      | Jean-Paul James             |                                                 | Georges Soubrier                        |
| 59 | Nevers                                                      | Thierry Brac de La Perrière |                                                 |                                         |
| 60 | Nice                                                        | André Marceau               |                                                 | Louis Sankalé, Jean Bonfils             |
| 61 | Nîmes, Uzès et Alès                                         | Robert Wattebled            |                                                 |                                         |
| 62 | Orléans                                                     | Jacques Blaquart            |                                                 | André Fort                              |
| 63 | Pamiers Couserans et Mirepoix                               | Jean-Marc Eychenne          |                                                 |                                         |
| 64 | Paris                                                       | Michel Aupetit              | Denis Jachiet, Thibault Verny, Philippe Marsset |                                         |
| 65 | Périgueux et Sarlat                                         | Philippe Mousset            | Michel Mouïsse                                  |                                         |
| 66 | Perpignan-Elne                                              | Norbert Turini              |                                                 |                                         |
| 67 | Poitiers                                                    | Pascal Wintzer              | Albert Rouet                                    |                                         |
| 68 | Pontoise                                                    | Stanislas Lalanne           |                                                 |                                         |
| 69 | Quimper, Cornouailles et Léon                               | Laurent Dognin              |                                                 |                                         |
| 70 | Reims                                                       | Eric de Moulins-Beaufort    | Bruno Feillet                                   | Thierry Jordan, Joseph Boishu           |
| 71 | Rennes Dol et Saint Malo                                    | Pierre d'Ornellas           | Alexandre Joly                                  |                                         |
| 72 | Rodez et Vabres                                             | François Fonlupt            |                                                 |                                         |
| 73 | Rouen                                                       | Dominique Lebrun            |                                                 | Jean-Charles Descubes                   |
| 74 | Saint-Brieuc et Tréguier                                    | Denis Moutel                |                                                 | Lucien Fruchaud                         |
| 75 | Saint-Claude                                                | Vincent Jordy               |                                                 |                                         |
| 76 | Saint-Denis                                                 | Pascal Delannoy             |                                                 |                                         |
| 77 | Saint-Dié                                                   | Didier Berthet              |                                                 | Jean-Paul Mathieu, Paul-Marie Guillaume |
| 78 | Saint-Étienne                                               | Sylvain Bataille            |                                                 |                                         |
| 79 | Saint-Flour                                                 | Bruno Grua                  |                                                 |                                         |
| 80 | Séez                                                        | Jacques Habert              |                                                 |                                         |
| 81 | Sens et Auxerre                                             | Hervé Giraud                |                                                 | Yves Patenôtre, Georges Gilson          |
| 82 | Soissons, Laon et Saint-Quentin                             | Renauld de Dinechin         |                                                 |                                         |
| 83 | Strasbourg                                                  | Luc Ravel                   | Christian Kratz                                 | Joseph Doré, Jean-Pierre Grallet        |
| 84 | Tarbes et Lourdes                                           | Nicolas Brouwet             |                                                 | Jacques Perrier                         |
| 85 | Toulouse, Saint Bertrand de Comminges et Rieux              | Robert Le Gall              |                                                 | Émile Marcus                            |
| 86 | Tours                                                       | Bernard-Nicolas Aubertin    |                                                 |                                         |
| 87 | Troyes                                                      | Marc Stenger                |                                                 |                                         |
| 88 | Tulle                                                       | Francis Bestion             |                                                 | Bernard Charrier                        |
| 89 | Valence, Die et Saint-Paul-Trois-Châteaux                   | Pierre-Yves Michel          |                                                 | Didier-Léon Marchand                    |
| 90 | Vannes                                                      | Raymond Centène             |                                                 | François-Mathurin Gourvès               |
| 91 | Verdun                                                      | Jean-Paul Gusching          |                                                 | François Maupu                          |
| 92 | Versailles                                                  | Éric Aumonier               | Bruno Valentin                                  | Jean-Charles Thomas                     |
| 93 | Viviers                                                     | Jean-Louis Balsa            |                                                 | François Blondel                        |
| 94 | Diocèse aux armées françaises (Militair ordinariaat)        | Antoine de Romanet          |                                                 |                                         |
| 95 | Mission de France (Territoriale prelatuur)                  | Hervé Giraud                |                                                 | Yves Patenôtre, Georges Gilson          |

## Overzees Frankrijk
| N | Bisdom                                         | Bisschop               | Hulpbisschop | Bisschop-emeritus   |
| - | ---------------------------------------------- | ---------------------- | ------------ | ------------------- |
| 1 | Basse-Terre en Pointe-à-Pitre                  | Jean-Yves Riocreux     |              | Ernest Cabo         |
| 2 | Cayenne                                        | Emmanuel Lafont        |              |                     |
| 3 | Saint-Pierre et Fort-de-France                 | David Macaire          |              | Michel Méranville   |
| 4 | Taiohae (of Tefenuaenata) (Marquesas-eilanden) | Pascal Chang-Soi       |              | Guy Chevalier       |
| 5 | Wallis en Futuna Eilanden                      | Susitino Sionepoe      |              | Ghislain de Rasilly |
| 6 | Noumea                                         | Michel-Marie Calvet    |              |                     |
| 7 | Papeete                                        | Jean-Pierre Cottanceau |              | Hubert Coppenrath   |
| 8 | Saint-Denis van Reunion                        | Gilbert Aubry          |              |                     |

## Oosterse kerken in Frankrijk
| N | Bisdom                                                                          | Bisschop                                      | Hulpbisschop | Bisschop-emeritus |
| - | ------------------------------------------------------------------------------- | --------------------------------------------- | ------------ | ----------------- |
| 1 | Eparchie van het Heilige Kruis in Parijs van Armeense katholieken van Frankrijk | Elie Yéghiayan                                |              | Jean Teyrouz      |
| 2 | Eparchy of the Mother of God van de Libanese Paris Maronites                    | Nasser Gemayel                                |              |                   |
| 3 | Eparchy of Saint Vladimir de Grote in Parijs, Oekraïners                        | vacature, apostolisch beheerder Hlib Lonchyna |              |                   |
| 4 | Ordinariaat van Frankrijk van Oost-katholieken                                  | Michel Aupetit                                |              |                   |